# Gideon Ericsson
Gideon Levi Ericsson (* 2. März 1871 in Stockholm; † 27. Januar 1936 ebenda) war ein schwedischer Sportschütze.

## Erfolge
Gideon Ericsson nahm an den Olympischen Spielen 1912 in Stockholm in drei Wettbewerben teil. Im Einzelwettbewerb mit der Freien Pistole kam er mit 408 Punkten nicht über den 37. Platz hinaus. Mit dem Kleinkalibergewehr über die 50-Meter-Distanz erreichte er Rang 39. Im Wettbewerb mit dem Kleinkalibergewehr auf 25 m auf ein verschwindendes Ziel erzielte er wie Joseph Pepé 231 Punkte, was das drittbeste Resultat des Wettkampfs war. Aufgrund der mehr erzielten 10er-Wertungen wurde Ericsson die Bronzemedaille hinter Vilhelm Carlberg und Johan Hübner von Holst zugesprochen. Während Pepé lediglich auf neun 10er-Wertungen kam, traf Ericsson zwölfmal die Zielmitte.